# HD206155
HD206155 — хімічно пекулярна зоря спектрального класу A2, що має видиму зоряну величину в смузі V приблизно  6,9.
Вона  розташована на відстані близько 428,6 світлових років від Сонця.

## Фізичні характеристики
Телескоп Гіппаркос зареєстрував фотометричну змінність  даної зорі з періодом    2,63 доби в межах від  Hmin= 7,57 до  Hmax= 6,99.